# Yolande Fox
Yolande Margaret Betbeze Fox (Mobile, Alabama, 28 de noviembre de 1928-Washington D. C., 2 de febrero de 2016) fue una cantante, activista feminista y ganadora de concursos de belleza estadounidense que fue coronada Miss America 1951.

## Primeros años
Betbeze nació el 28 de noviembre de 1928 en Mobile, Alabama, y era hija de William, carnicero, y Ethel Betbeze. Betbeze creció en el seno de una familia católica de ascendencia vascofrancesa y asistió a escuelas conventuales.

## Carrera
Consiguió su primera corona en 1949, cuando ganó el certamen «Miss Torch» de Mobile. En 1950, Fox (entonces Betbeze) se presentó a Miss Alabama por las oportunidades de becas que ofrecía el certamen. Como Miss Alabama, viajó a Atlantic City, Nueva Jersey, para competir en el certamen Miss America 1951. Educada en un convento, era reacia a posar en traje de baño y se negó a hacerlo tras ganar Miss America, lo que llevó a la empresa de trajes de baño Catalina a retirar su patrocinio del certamen de Miss America y, finalmente, propició la creación del certamen rival Miss Estados Unidos.

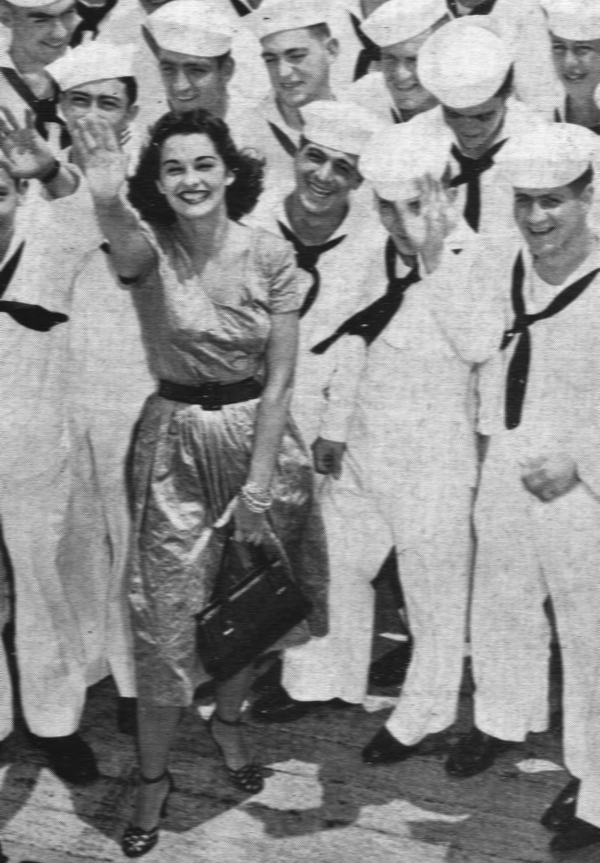
A bordo del en 1951

El título de Miss America de Fox, aunque ganado en 1950, era para 1951 y es el primer título de Miss America que se «posfechó» de esta manera. Debido al cambio, no hubo Miss America 1950. La Organización Miss América ha afirmado que las acciones de Fox (entonces Betbeze) fueron fundamentales para dirigir el progreso del concurso hacia el reconocimiento del intelecto, los valores y la capacidad de liderazgo, en lugar de centrarse únicamente en la belleza. A partir de entonces, el certamen de Miss America se centró más en la erudición que en la belleza.
Fox participó activamente en el movimiento feminista. Tras su reinado de un año como Miss America, participó activamente en la NAACP, el CORE (Congress of Racial Equality) y el SANE (The Committee for a SANE Nuclear Policy), y estudió filosofía en la New School for Social Research de Nueva York.
Fox era cantante de ópera y se hizo famosa en ese campo. Siguió cantando, actuando con el Mobile Opera Guild (ahora Mobile Opera), y ayudó a fundar un teatro off-Broadway.

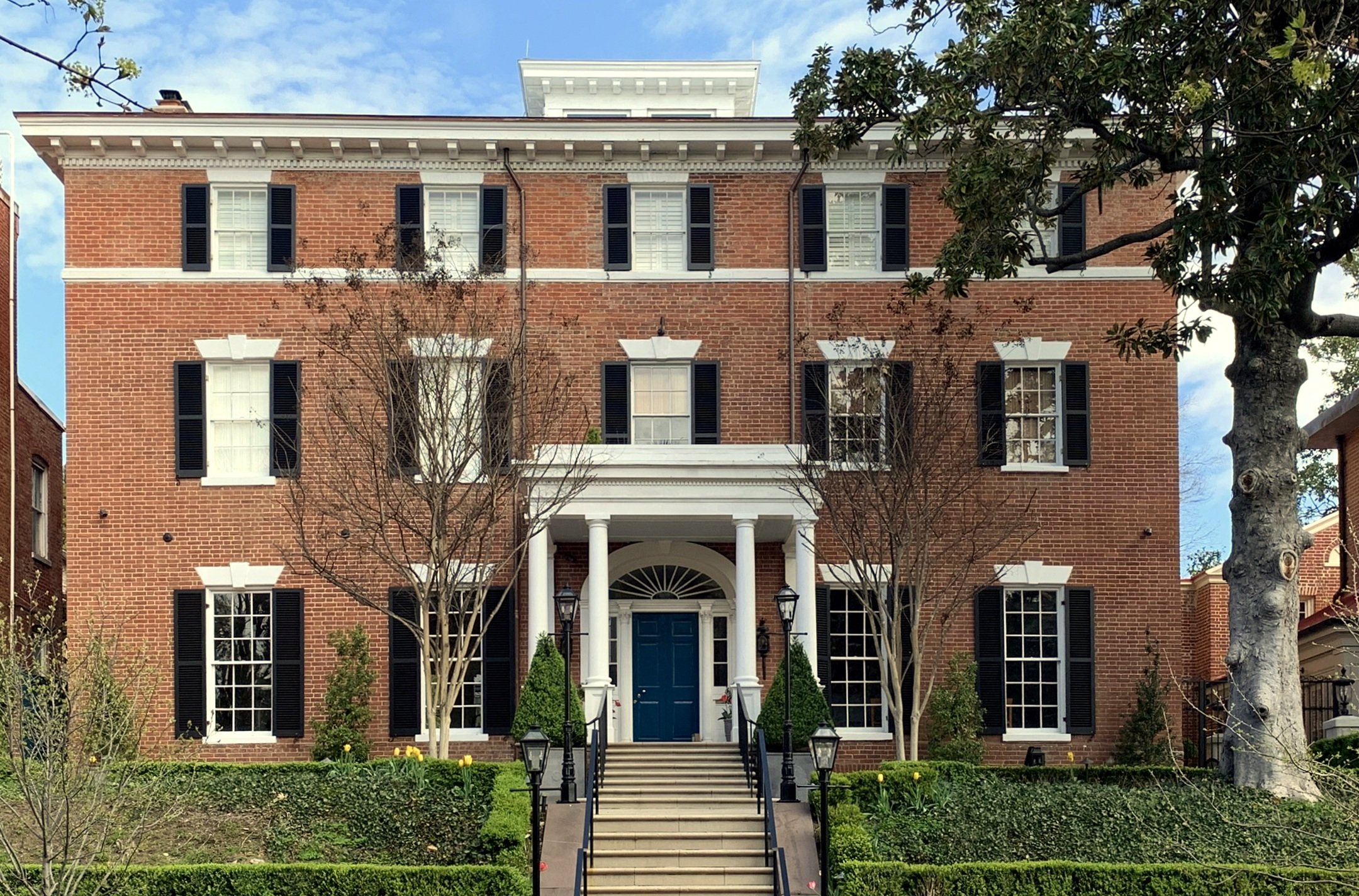
Casa de Fox en Washington D. C.

## Vida personal
Se casó con el magnate del cine Matthew M. Fox, antiguo vicepresidente de Universal Pictures, en 1954. Tuvieron una hija, Yolande «Dolly» Fox Campbell. Su esposo murió de un ataque al corazón en 1964, tras diez años de matrimonio.
Tras la muerte de su esposo, se trasladó a Georgetown, Washington D. C., y compró la Newton D. Baker House a Michael Whitney Straight y su entonces esposa Nina Gore Auchincloss. La casa había sido anteriormente la residencia de Jacqueline Kennedy tras el asesinato de John F. Kennedy en 1963.
Fox mantuvo una relación con Cherif Guellal, con quien crio a su nieta, Yolande Paris Campbell, hasta la muerte de Guellal en 2009.
A principios de la década de 1990, Yolande Fox fue contactada por el escritor Philip Roth, que estaba investigando el concurso de belleza Miss America para su novela American Pastoral. Roth estudió los álbumes de recortes de Fox y la entrevistó sobre la cultura que rodeaba al concurso a finales de la década de 1940; más tarde dijo: «Era muy inteligente, muy divertida ..... Me abrió ideas enteras que no podría haber tenido por mi cuenta».
Fox falleció el 22 de febrero de 2016 en Washington, a causa de un cáncer de pulmón.